# Passô (Vila Verde)
Passô era una freguesia portuguesa del municipio de Vila Verde, distrito de Braga.

## Historia
Fue suprimida el 28 de enero de 2013, en aplicación de una resolución de la Asamblea de la República portuguesa promulgada el 16 de enero de 2013 al unirse con las freguesias de São Martinho de Valbom y São Pedro de Valbom, formando la nueva freguesia de Valbom (São Pedro), Passô e Valbom (São Martinho).